# Francisco Pizarro

Stemma di Francisco Pizarro

Francisco Pizarro González (Trujillo, 1475 circa – Lima, 26 giugno 1541) è stato un condottiero spagnolo, conquistatore dell'Impero inca e fondatore della città di Lima, capitale del Perù.

## Biografia
Era un figlio illegittimo di un distinto colonnello di fanteria, Gonzalo Pizarro Rodríguez de Aguilar, detto "el largo" che, al seguito del grande condottiero spagnolo Gonzalo Fernández de Córdoba, si distinse nelle campagne militari in Italia e in Navarra. La madre, Francisca Gonzales y Mateos, era una donna di umili origini, probabilmente una fantesca della sorella del colonnello, Beatríz Pizarro.
Nacque a Trujillo, ma l'anno della sua nascita è incerto e i suoi molti biografi hanno proposto date contrastanti, comunque comprese tra il 1471 e il 1478, anche se la più probabile sembra il 1475. Malgrado fosse nato al di fuori del matrimonio, Francisco venne riconosciuto dal padre e poté assumerne il nome, ma non per questo venne ammesso nella famiglia dei Pizarro, e crebbe con la madre e i parenti di questa. La sua educazione fu assai limitata e pare che non sapesse leggere e scrivere, anche se era capace di riprodurre la sua firma, come provano alcuni documenti da lui sottoscritti.
Sappiamo che essendo la madre una contadina, e poiché non fece formalmente parte della famiglia del padre, fu un contadino anche lui: un pastore di maiali, fuggito nelle Americhe, per timore della punizione conseguente alla perdita di un esemplare. Sappiamo poco della vita di Francisco Pizarro prima del suo arrivo nelle Indie, avvenuto nel 1502 con la spedizione di Nicolás de Ovando, il nuovo governatore dell'isola di Hispaniola, anche se lo storico cinquecentesco López de Gómara parla di una sua esperienza militare in Italia, al seguito del padre e in compagnia di suo fratello Hernando.

### Gli anni in America centrale
Le prime notizie degne di nota lo vedono partecipare, nel 1509, alla disgraziata spedizione di Alonso de Ojeda verso Urabá nell'attuale Colombia. Nel 1513 si aggregò a Vasco Núñez de Balboa che, esplorando l'istmo di Panama giunse fino alle coste del Pacifico. Successivamente, quando Balboa cadde in disgrazia presso le autorità spagnole, fu proprio Pizarro che provvide al suo arresto e che, per ricompensa della sua azione, venne nominato dal governatore Pedro Arias Dávila, sindaco della città di Panama. Dal 1519 al 1523 si dedicò allo sfruttamento di alcune "encomiendas" che gli apportarono un piccolo capitale, sufficiente a vivere agiatamente, ma non adeguato alle sue ambizioni. Pizarro usa gli stessi metodi di Hernán Cortés per conquistare gli Incas.

### Le spedizioni in America del Sud
Nel 1522 giunse a Panama la notizia delle immense ricchezze rinvenute da Hernán Cortés nelle sue spedizioni in Messico. La fortunata avventura stimolò in Pizarro il desiderio di eguagliare il suo valoroso concittadino, e le sue mire si indirizzarono verso i territori meridionali, ancora inesplorati e sulla cui ricchezza circolavano svariate leggende.
Erano però necessari degli ingenti capitali e un'autorizzazione governativa, ma entrambi vennero trovati grazie a un'associazione con altri interessati.
Questi erano un altro avventuriero, Diego de Almagro e l'ecclesiastico Hernando de Luque. Almagro era, come Pizarro, un veterano delle Indie, che aveva tentato, in svariate imprese nel Nicaragua, di incrementare la sua fortuna. Era piccolo di statura, ma coraggioso quanto pochi e avvezzo alle vicissitudini in terre inesplorate. Era franco, leale e generoso e possedeva innata la capacità di comandare e di farsi apprezzare dalle sue truppe. Luque era solo un prestanome, in quanto il capitale che immise nell'impresa veniva da un alto personaggio, il giudice Gaspar d'Espinosa, che non voleva figurare. Un quarto socio, ancora più occulto di Espinosa, era infine il governatore Pedrarias, che pretese un quarto dei possibili proventi per concedere la necessaria autorizzazione.
La spedizione, partita nel 1524, si rivelò un vero disastro. Le coste dell'odierno Ecuador erano allora per un buon tratto selvagge e inabitate, ma gli esploratori non ne erano a conoscenza e procedettero a una capillare ricognizione tra giungle ostili e paludi malsane perdendo numerosi uomini. Quando infine decisero di rientrare a Panama, con un nulla di fatto, dovettero affrontare l'ostilità del governatore che rinfacciò loro la scomparsa di tanti soldati. Solo la diplomazia di Hernando de Luque permise di ottenere l'autorizzazione per un ulteriore tentativo, ma il governatore Pedrarias pretese di essere sciolto dalla società in cambio di 1.500 pesos d'oro e, con quella limitata somma, perse così ogni diritto sul futuro tesoro del Perù.
La seconda spedizione non ebbe, almeno all'inizio, risultati migliori della precedente e mise a repentaglio la vita di tutti i suoi componenti, perennemente in lotta con le insidie della giungla e la minaccia di morire di fame. Almagro, tornato a Panama per rifornirsi, venne arrestato dal nuovo governatore, Gabriel de los Ríos, che inviò tuttavia un vascello per far rimpatriare i sopravvissuti.
Pizarro, però, si ostinò nel suo tentativo e con tredici commilitoni rifiutò di reimbarcarsi, dichiarandosi disposto a morire sul posto piuttosto che rientrare umiliato. Le preghiere di Luque e le richieste di Almagro ottennero, infine, dal governatore il permesso di inviare un piccolo vascello, al comando del pilota Ruiz, per raccogliere quegli irriducibili, ma sotto la condizione perentoria di cessare ogni esplorazione nel lasso di tre mesi.
Quella che doveva essere una spedizione di soccorso si rivelò invece la vera chiave di volta per la scoperta del regno degli Incas. Ruiz infatti incrociò una balsa carica di indigeni e seppe dell'esistenza di una ricca città poche leghe più a Sud. Imbarcatosi, Pizarro decise di veleggiare in quella direzione e pervenne effettivamente a Tumbez, la porta marittima dell'impero peruviano. Quando tornarono a Panama, i fortunati esploratori potevano mostrare, a riprova dei loro racconti, alcuni monili d'oro, dei manufatti elaborati e alcuni lama, unitamente a dei giovani indigeni raccolti sul posto.
I loro racconti parlavano di una città in pietra, ricca d'oro e segno evidente di una civiltà progredita, ma la loro fama era ormai rovinata e tutti li presero per pazzi e invasati e nessuno, tanto meno il governatore, prese in esame l'ipotesi di procedere a un'ulteriore spedizione.
L'ostinazione era però la caratteristica principale di Pizarro e dei suoi soci e i tre, quantunque rovinati, concepirono l'ardito proposito di chiedere aiuto direttamente alla Corona. Con un ultimo sforzo riuscirono a raggranellare, a prestito, il denaro necessario e Pizarro, a nome di tutti, si imbarcò per la Spagna.

### La Capitulación con la Corona
Il rozzo soldato trovò a Corte un ambiente favorevole, grazie ai recenti successi di Hernán Cortés e riuscì a convincere i regnanti del possibile successo dell'impresa che era venuto a offrirsi di guidare. Era del resto una consuetudine della politica spagnola quella di incoraggiare ogni sorta di spedizione purché i suoi promotori provvedessero a finanziarla personalmente. La Corona interveniva con una ridotta partecipazione alle spese, per lo più alcuni cavalli e pochi cannoni, e si riservava il quinto di ogni futuro provento. Le cariche erano offerte con generosità, così come le prebende future perché potevano essere esercitate e riscosse soltanto a successo avvenuto.
Pizarro ottenne così l'autorizzazione ad armare una propria spedizione impegnandosi a reclutare, a sue spese, un esercito di duecentocinquanta uomini. In cambio otteneva la carica di governatore dei futuri territori conquistati, di "alguacil mayor" e "adelandado" dimenticandosi di patrocinare la posizione di Almagro che veniva nominato soltanto comandante della fortezza di Tumbez.
Gli stipendi relativi erano, ovviamente, «todos pajados de la renta de la dicha tierra» (tutti pagati con le rendite della suddetta terra).
Nelle condizioni si prevedeva che venissero arruolati in Spagna almeno centocinquanta uomini. Questo non era un problema da poco perché imponeva di convincere un numero importante di futuri soldati a recarsi nel Nuovo Mondo con la sola speranza di un buon esito della spedizione, in quanto in caso di insuccesso non avrebbero guadagnato alcunché.
Pizarro pensò bene di rientrare nel paese natale per cercare degli adepti, ma trovò solo l'entusiastica accoglienza dei suoi fratelli. Essi erano Hernando, l'unico figlio avuto dal padre, il colonnello Gonzalo, con la legittima consorte, e altri due, sempre riconosciuti dal prolifico genitore, ma nati da madri diverse. Si trattava di Juan e di Gonzalo, ambedue giovanissimi, coraggiosi, ma sprovveduti e smaniosi di cimentarsi in imprese guerresche. Completava la schiera familiare Martín de Alcantara, un fratello di Francisco per sola parte di madre.
Con i suoi fratelli e poche altre decine di animosi, Pizarro era ben lungi dall'adempiere alle condizioni richieste, ma scaltro e determinato com'era salpò ugualmente dalla Spagna senza sottostare al controllo degli ufficiali governativi.
Giunto nelle Americhe dovette affrontare l'ira di Almagro che si sentiva defraudato dei suoi diritti, ma ancora una volta la diplomazia di Luque doveva aiutarlo a superare ogni divergenza e infine, nel gennaio del 1531, un'audace brigata muoveva alla volta delle terre del Sud.
Si componeva di poco meno di duecento uomini e disponeva di sole tre navi, ma era animata da una forte determinazione.
La conquista dell'impero degli Inca era cominciata.

### La conquista dell'impero inca

#### Ingresso degli Spagnoli
L'arrivo a Tumbez fu deludente. La cittadina era stata distrutta e nulla restava della magnificenza che gli Spagnoli avevano ammirato durante la loro precedente visita. Nell'impero era in corso una guerra civile tra i fratelli Atahualpa, campione di Quito e Huáscar, signore del Cusco, e Pizarro pensò di approfittarne offrendo i suoi servigi a uno dei contendenti per inserirsi nella lotta per il potere supremo. Non era facile, però, scegliere il partito giusto perché le notizie erano contrastanti e, nell'attesa di prendere una decisione, gli Spagnoli accolsero benevolmente le ambascerie di entrambi gli avversari.
La guerra civile decise per loro: mentre erano ancora sul litorale, Atahualpa ebbe ragione sul fratello e fu inevitabile confrontarsi con lui. Il nuovo sovrano teneva la sua Corte a Cajamarca e gli Spagnoli dovettero scalare le Ande per giungere a incontrarlo. Lungo il cammino, che si svolgeva su ripidi sentieri di montagna e attraversava gole scoscese, avrebbero potuto essere facilmente sopraffatti, ma evidentemente questa non era l'intenzione dell'Inca, perché furono lasciati proseguire senza difficoltà. Giunsero in vista della città il 15 novembre del 1532 e, dall'alto del colle che la sovrastava, ebbero, per la prima volta, la visione dell'immensità delle forze che si proponevano di affrontare: Atahualpa li attendeva con un esercito di più di trentamila uomini attendato nella pianura circostante.

#### L'eccidio di Cajamarca
Pizarro decise di esplorare le intenzioni del sovrano e inviò un'ambasceria composta da suo fratello Hernando e da Hernando de Soto. I due distinti cavalieri tornarono impressionati dalla dimostrazione di forza e di disciplina delle armate peruviane, ma portarono anche la notizia del prossimo arrivo di Atahualpa, previsto per l'indomani, nella città che, nel frattempo, gli spagnoli erano autorizzati a occupare.
Memori delle esperienze di Cortés, gli avventurieri concepirono un piano audace per impadronirsi della persona dell'Inca, consapevoli che il loro numero esiguo non avrebbe permesso di cimentarsi in una battaglia campale. La notte passò in preparativi e in preghiere e il giorno successivo tutto era pronto per accogliere l'ignaro sovrano.
Sull'incontro ufficiale e risolutivo degli spagnoli con l'Inca esistono molte versioni.
Di certo sappiamo che Atahualpa entrò nella piazza con un seguito ridotto composto da dignitari disarmati. Era tanta la fiducia dell'Inca sulla superiorità delle sue truppe, numericamente soverchianti l'avversario, che non si aspettava di essere attaccato da un drappello di nemici.
Il suo esercito stazionava nei pressi e da solo incuteva rispetto e lo garantiva da ogni sorpresa, ma il sovrano non aveva fatto i conti con l'audacia degli Spagnoli.
L'attacco fu preceduto da preliminari. Il domenicano Vicente de Valverde si fece avanti da solo nella piazza, con un interprete indigeno e pretese di illustrare ad Atahualpa i dettami della fede cristiana. Spiegò pomposamente che il suo signore, il Re di Spagna era il legittimo proprietario di quelle terre, in quanto investito dal sommo Pontefice e chiese che il sovrano del regno degli Inca si riconoscesse suo vassallo.
Atahualpa, tra il sorpreso e l'indignato, chiese da dove venissero queste pretese e il domenicano gli mostrò la Bibbia. L'inca gliela prese di mano e la guardò con attenzione, poi l'accostò all'orecchio e, non sentendo alcun suono (la parola di Dio), stizzito la gettò per terra. Il religioso devotamente la raccolse e cominciò a gridare "È l'Anticristo! È l'Anticristo!".
Secondo alcuni cronisti presenti all'avvenimento, incitò Pizarro ad attaccare gli infedeli, in nome della Fede, mentre secondo altri si limitò a riferire i particolari dell'accaduto, ma sta di fatto che, poco dopo il suo rientro, gli Spagnoli partirono all'attacco.
Di certo, vale la pena di osservare che Pizarro non aveva nessun bisogno di essere stimolato per passare all'azione, dato che dalla sera precedente aveva preparato minuziosamente l'assalto e aveva disposto i suoi uomini al riguardo.
L'azione fu talmente rapida e inaspettata che gli Incas, tra l'altro disarmati, non furono in grado di opporre alcuna resistenza e caddero, schiere su schiere, sotto i colpi micidiali dei conquistadores.
Atahualpa venne catturato personalmente da Pizarro e trascinato all'interno di una costruzione, mentre la carneficina continuava implacabile senza che l'esercito inca, privo di ordini, accennasse a intervenire. Quando scese l'imbrunire la tragedia era compiuta e migliaia di corpi giacevano nella piazza e nelle adiacenze a testimoniare la durezza dello scontro.
Nell'analisi del conflitto, nonostante l'enorme differenza numerica, non bisogna dimenticare che gli Incas non conoscevano né il ferro, né altre armi che non fossero frecce o mazze o fionde, evidentemente poco efficaci contro le armature e le spade d'acciaio degli spagnoli, che contavano tra l'altro su alcuni piccoli pezzi di artiglieria, ubicati in modo strategico nella piazza, su un gruppo di archibugieri e soprattutto sugli immancabili cavalli.

#### Prigionia e morte di Atahualpa
Atahualpa fu per un certo periodo di tempo assai utile alla causa spagnola.
Nella speranza di salvarsi la vita offrì un favoloso riscatto, in oggetti del prezioso metallo, pari a quanto poteva essere contenuto nella stanza in cui era rinchiuso fino all'altezza di una riga tracciata con il braccio teso. Secondo alcuni la stima dell'ammontare è pari a oltre 40 milioni di euro in oro e argento. Si tratta di una cifra probabilmente assai inferiore alla realtà, pur senza considerare il valore artistico dei pezzi. Stime più affidabili parlano di un volume di circa 80 metri cubi solo di oro.
Per ottenere questo risultato Atahualpa fece spogliare i templi del suo regno da ogni oggetto prezioso, ma ciò nonostante i suoi carcerieri, rinnegando la parola data, si rifiutarono di lasciarlo in libertà e a seguito di un processo sommario per tradimento decisero di giustiziarlo. Pensavano infatti che stesse riorganizzando le truppe per uccidere tutti gli spagnoli.
Pizarro si sarebbe opposto, per un certo tempo, al tradimento, ma infine, esortato da Valverde e dal tesoriere della Corona, Riquelme, acconsentì all'assassinio di Atahualpa.
Il 26 luglio 1533 Atahualpa venne pertanto giustiziato, in lacrime davanti alla moglie e i due figlioletti, nella piazza principale di Cajamarca con lo strumento della garrota. Avrebbe dovuto, secondo la sentenza di morte, essere bruciato sul rogo, ma le modalità dell'esecuzione vennero mutate in seguito alla sua conversione in extremis e conseguente battesimo.

#### Conquista del Cuzco
La conquista proseguì con la presa del Cusco, la capitale inca strenuamente difesa da Quizquiz, il generale in capo delle armate di Atahualpa, che non poté evitare la perdita della città. In questa fase furono determinanti le defezioni alla causa degli incas di buona parte delle tribù soggette ai signori del Cuzco, che si schierarono con l'invasore.
Gli Spagnoli operarono accortamente per alimentare queste rivalità e nominarono dei sovrani fantoccio da dirigere per i loro fini, contando sulla fedeltà del popolo alle istituzioni incaiche. Tupac Huallpa fu il primo di questi "collaborazionisti" e, alla sua morte venne eletto Manco II un fratello di Atahualpa già fedele di Huascar, che però si sarebbe rivelato tutt'altro che manovrabile.

### Pizarro governatore

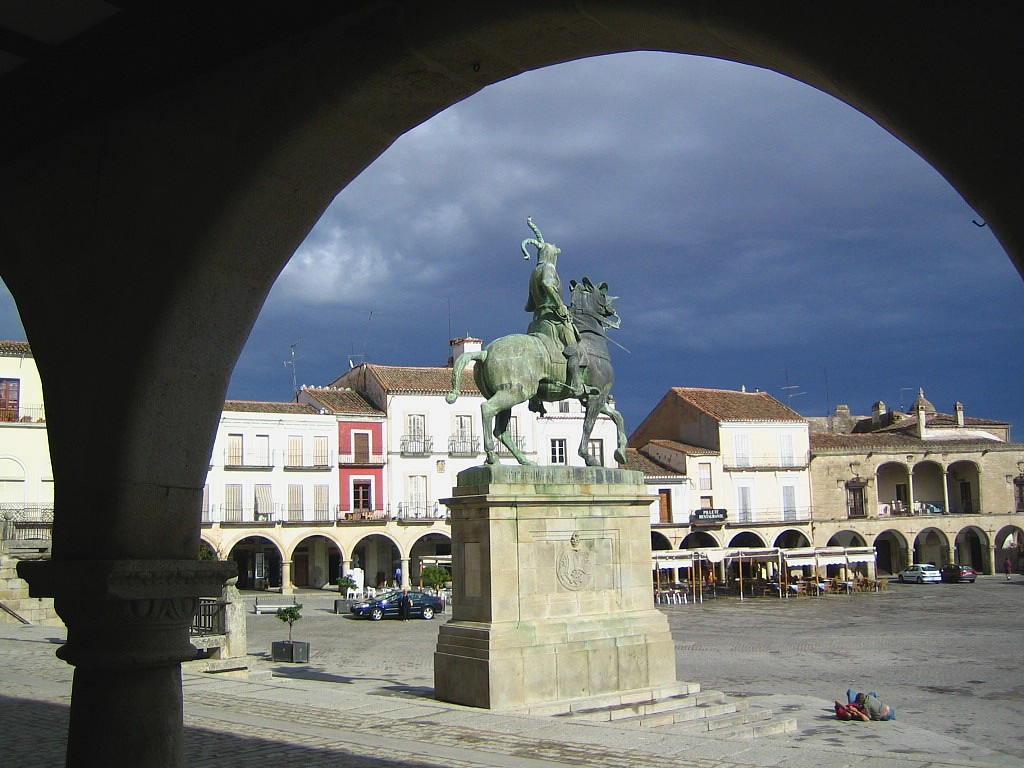
Statua equestre di Francisco Pizarro a Trujillo.

Pizarro, nel frattempo, ormai governatore di un vasto impero, ambiva a strutturare i territori amministrati in una forma che desse lustro all'importante carica che occupava. Il Cuzco era stata la capitale degli Incas, un popolo montano i cui interessi erano lontani dal mare. Gli Spagnoli, invece, legati alla madrepatria e alle altre colonie avevano necessità di un accesso all'Oceano che garantisse duraturi rapporti con gli altri compatrioti.
Si decise pertanto la fondazione di una nuova capitale sulla costa e Pizarro in persona si dedicò alla sua costruzione. La città, fondata il 15 gennaio del 1535, ebbe il nome di Ciudad de los Reyes; è successivamente stata ribattezzata Lima ed è rimasta la capitale del Perù.
I territori ancora inesplorati vennero successivamente conquistati e Pizarro distribuì generosamente tra i suoi commilitoni cariche e incombenze creando una rete di fedeli collaboratori che dovevano a lui la ricchezza acquisita.
Peraltro restavano ancora da definire alcune questioni perché il nuovo governatore potesse godersi in tranquillità i clamorosi successi ottenuti. L'Inca Manco II preparava una rivolta e il suo antico collaboratore, Diego de Almagro, minacciava serie rivendicazioni sui suoi lesi diritti.

### Insurrezione degli Inca
Mentre Pizarro era preso dalla costruzione della sua nuova capitale, fu costretto ad accorrere al Cuzco per affrontare dei pericolosi rivolgimenti. Era accaduto che, alla partenza di Hernando per la Spagna, i restanti fratelli, Juan e Gonzalo, avevano di loro iniziativa contestato il diritto di Almagro a governare la città. Il possesso del Cuzco, con la carica di "adelantado", era una delle clausole che Luque aveva inserito negli accordi che avevano risolto la vertenza tra i due capitani. Pizarro si rese conto di non poter rinnegare gli impegni presi e propose un disegno alternativo. Correvano voci di un regno altrettanto ricco di quello degli Incas nel Sud del regno, chiamato Cile. Fu convenuto che Almagro avrebbe tentato la conquista del paese e se le voci si fossero rivelate esatte sarebbe rimasto nel nuovo territorio. In caso contrario sarebbe tornato in Perù e avrebbe preso possesso del Cuzco.
Risolto positivamente il pericoloso conflitto, Pizarro tornò finalmente a Lima per riprendere lo sviluppo di quella città che era diventata, per lui, una specie di creatura personale, ma i suoi idilliaci disegni dovevano essere presto interrotti. Manco, che era rimasto al Cuzco, divenne oggetto di meschine sopraffazioni da parte dei fratelli del governatore. Dovette subire una serie di odiose angherie che compromisero la sua immagine di fronte ai suoi sudditi, giungendo i suoi tormentatori a insidiare perfino la sua sposa. Quando Hernando Pizarro tornò dalla Spagna, da cavaliere distinto e avveduto qual era, fece immediatamente cessare le iniziative dei due giovani e incoscienti fratelli, ma la misura era ormai colma per l'Inca che covava solo propositi di vendetta.
La rivolta scoppiò improvvisa e sconvolse tutto il Perù. I primi a subire l'odio degli indigeni furono i coloni spagnoli isolati che vennero trucidati a decine, ma ben presto una moltitudine in armi si presentò di fronte al Cuzco e a Lima.
Le due città restarono isolate e dovettero fronteggiare un assedio lungo e prolungato. Pizarro da Lima temeva per i suoi fratelli, che tutti davano per morti e si privò di quante truppe poteva per cercare di aiutarli. Gli Incas, però, avevano appreso le tattiche di combattimento degli europei e le colonne di soccorso furono tutte distrutte. Centinaia di Spagnoli perirono nel fondo di oscure gole schiacciati da massi fatti rotolare dall'alto, senza poter sfruttare la terribile arma dei cavalli che fino ad allora aveva fatto la differenza.
Ciò nonostante gli Incas non riuscirono ad avere ragione dei due nuclei spagnoli stretti in assedio al Cuzco e a Lima. La difesa offerta dalle mura fu determinante, permettendo a pochi di opporsi a molti e, in più, il travolgente impeto della cavalleria giocò sempre una parte determinante, nelle numerose sortite che caratterizzarono il conflitto. Un altro fattore decisivo fu l'intervento delle etnie ostili agli Incas a fianco degli spagnoli. Gli antichi rancori non si erano sopiti e molti indigeni aiutarono gli europei. In effetti la rivolta fu uno scontro tra gli Incas da una parte e gli spagnoli e tutti gli altri indigeni dall'altra. La stagione delle semine obbligò infine gli indigeni a levare l'assedio per evitare una futura stagione di fame, e Manco dovette ritirarsi sulle montagne, inseguito dagli Spagnoli vittoriosi.

### Morte di Almagro
Quasi alla fine del conflitto, un altro fattore era entrato in gioco: Almagro era tornato dal Cile stanco e disilluso per non aver trovato altro che contrade deserte e pochi indigeni ostili. Tornato in Perù aveva appreso che Hernando Pizarro, di ritorno dalla Spagna, aveva recato le nuove disposizioni reali che gli conferivano il dominio delle terre che si trovavano oltre duecentosettanta miglia dal villaggio di Zamuquella, che era posto a un grado e venti primi dall'equatore. Non era chiaro se la distanza andava calcolata per linea d'aria o seguendo la costa e da questo particolare sarebbe dipeso il possesso del Cuzco. Almagro concorse a mettere in fuga l'esercito inca e poi si diresse decisamente alla città che riteneva sua di diritto. I Pizarro cercarono di impedirgli l'accesso, ma Almagro non si diede per inteso ed entrò nel Cuzco catturando i suoi nemici.
Fu questo un brutto momento per Francisco Pizarro che da Lima, appena liberata, apprese che tutti i suoi familiari erano ostaggi del suo antico compagno d'armi diventato un nemico giurato. Era necessario trattare, tanto più che Almagro aveva sconfitto un esercito di fedeli ai Pizarro che erano giunti al Cuzco in cerca degli indigeni e avevano finito per scontrarsi con i "Cileni", come ormai venivano chiamati i reduci dalla spedizione del Sud. Un compromesso venne presto trovato. Almagro avrebbe rilasciato Hernando Pizarro, dietro giuramento di questi di tornare in Spagna, mentre il possesso del Cuzco sarebbe rimasto provvisoriamente ai "cileni" in attesa che la Corte spagnola chiarisse meglio la portata delle sue disposizioni.
Tutto sembrava risolto, ma la sete di vendetta di Hernando doveva ancora una volta scompigliare le cose. Trovato un sacerdote compiacente, che lo liberò dal giuramento, il fratello del governatore arruolò un esercito per procedere contro Almagro. Francisco Pizarro, dal canto suo, preferì trincerarsi in Lima e non occuparsi personalmente dell'impresa che vedeva foriera di pericolose conseguenze giudiziarie. Ufficialmente non avrebbe avuto alcuna responsabilità negli avvenimenti futuri, anche se furono in molti a credere, anche all'epoca, che fosse perfettamente al corrente dei fatti. Il fato di Almagro si compì il 26 aprile del 1538 nella pianura di Las Salinas, nelle adiacenze del Cuzco. I suoi eserciti vennero sconfitti e lui stesso, fatto prigioniero, venne, poco dopo, fatto giustiziare dal cinico Hernando, immemore del trattamento che gli era stato riservato quando le parti erano invertite. Questa ignominia sarebbe costata oltre venti anni di prigione al suo autore, ma il governatore Francisco restò immune da ogni accusa anche se l'opinione pubblica lo ritenne il vero responsabile.

### Morte di Pizarro
Con Manco esiliato sulle montagne e Almagro morto e sepolto, Pizarro, che nel frattempo era stato nominato "Marchese della conquista", avrebbe potuto dedicarsi alla organizzazione dei territori sotto la sua giurisdizione, ma prima voleva renderli sicuri dalle violenze degli indigeni ribelli che compivano ancora cruente incursioni. Dapprima tentò di accordarsi con Manco, ma ogni speranza di pacificazione fu frustrata dalla reciproca sfiducia e allora mise in atto una feroce politica di repressione. La prima vittima fu Cura Ocllo, la sposa di Manco che, torturata di fronte alla truppa, fu infine uccisa a colpi di freccia. Dopo toccò a sedici capi indigeni, catturati precedentemente, essere bruciati vivi come monito per i loro compatrioti. Questa azione marchiò per sempre l'operato di Pizarro e fu disapprovata anche dai cronisti spagnoli dell'epoca che ne stigmatizzarono la stupida e gratuita ferocia. L'avversario non parve intimidito e il governatore costruì una serie di capisaldi fortificati che ne contenessero le sortite. Sorsero così alcune delle future città del Perù come, ad esempio, Arequipa.
Pizarro, a questo punto, lasciò ai suoi collaboratori il proseguimento delle campagne e si ritirò nella nuova capitale di Lima per esercitarvi le prerogative di governatore. In questa città confluirono anche i superstiti delle schiere di Almagro e ben presto si creò una situazione di attrito e di conflittualità latente. I "Cileni" ufficialmente non erano perseguiti, ma nei loro confronti furono esercitate misure repressive che li portarono all'esasperazione. Furono progressivamente privati di tutte le fonti di entrate e finirono ridotti alla povertà. Fieri e orgogliosi rifiutarono comunque di piegarsi e preferirono vivere nell'indigenza piuttosto che accettare l'elemosina del carnefice del loro capo. Non restarono però inoperosi e inoltrarono richieste di intervento alla corte spagnola, che non restò insensibile alle loro richieste di giustizia. La Corona, allarmata da quelle denunce, decise di chiarire la situazione e inviò un suo incaricato, Cristóbal Vaca de Castro per ripristinare i diritti di quei suoi lontanissimi sudditi.
L'annuncio dell'arrivo di un emissario del potere regale suscitò un comprensibile entusiasmo tra le file dei reietti, ma la loro soddisfazione fu di breve durata perché giunse notizia che l'incaricato governativo era scomparso in mare. Effettivamente Vaca de Castro era incorso in un naufragio, ma non era affatto perito e anzi stava marciando, faticosamente, alla volta di Lima. Tra le file dei Cileni esasperati corse invece la voce che fosse stato fatto uccidere da Pizarro e che la stessa sorte stava per toccare a tutti i suoi oppositori. I Cileni avevano venduto ogni loro bene, ma avevano conservato le spade e, convinti che fosse giunta la loro ultima ora, decisero di attaccare per primi.
Il 26 giugno del 1541, in quindici o sedici si diressero verso la casa del Marchese e irruppero senza difficoltà all'interno. Pizarro – che non si aspettava l'attacco – riuscì a guadagnare le sue stanze con l'intenzione di vestire la corazza e resistere in attesa di aiuto. Lo accompagnavano il fratellastro Martín de Alcantara e due paggi, a cui si accodò il capitano Francisco de Chávez che rimase a guardia dell'entrata. Costui era famoso come massacratore di indios, ma di fronte al pericolo cercò solo di calmare i Cileni senza neanche provare a difendere la soglia. Fu immediatamente abbattuto con una stoccata e gli assalitori irruppero nella stanza. Pizarro, Alcantara e i due paggi fecero fronte come meglio poterono, ma furono trafitti dalle lame dei nemici. Il Marchese non morì sul colpo, ma ebbe appena il tempo di fare un segno di croce sul pavimento e di invocare il nome di Gesù prima di spirare.
I Cileni si resero solo allora conto della portata della loro azione. Non era più possibile ormai tornare indietro e decisero di giocare la carta dell'insurrezione. La notizia della morte di Pizarro corse rapidamente per la città, seminando sgomento tra i suoi seguaci e grida di giubilo tra gli altri fedeli di Almagro. Un maturo capitano, Juan de Rada, si mise a capo dei rivoltosi, ma da veterano accorto e sagace comprese che era necessario un capo carismatico in cui gli insorti si riconoscessero. Il potere fu offerto al figlio di Almagro. Aveva poco più di vent'anni, ma il suo nome garantiva per lui e, tra acclamazioni generali, fu nominato governatore dalle tremebonde autorità regie. Una nuova guerra civile stava per insanguinare il Perù. Il corpo di Pizarro venne calato in una fossa frettolosamente scavata; riposa nella Cattedrale di Lima, sotto l'altar maggiore.

### Discendenza
Francisco Pizarro non prese mai moglie, ma ebbe alcuni figli che legittimò ufficialmente, pur avendoli avuti da due concubine indigene, principesse entrambe di nobile stirpe.
Da Iñes Huayllas Yupanqui, sorella di Atahualpa, ebbe due figli. Un maschio, Gonzalo che visse dal 1535 al 1546, e una figlia, Francisca, nata nel 1534 che sarebbe andata sposa a suo fratello Hernando quando questi era ancora prigioniero in Spagna, e che avrebbe perpetuato, in qualche modo, la dinastia fino al 1756.
Dalla principessa Añas Yupanqui, nota come Angelina, ebbe due figli: Francisco, nato nel 1539 e morto nel 1557, e Juan, di cui non si conosce la data di nascita, che morì nel 1543. 

### Il Perù dopo la sua morte
Dopo l'uccisione di Pizarro, Cristóbal Vaca de Castro ebbe ragione della ribellione del figlio di Almagro e ripristinò la legalità. Il fratello di Francisco Pizarro, Gonzalo, insorse però a sua volta e resse il potere arbitrariamente fino al 1548, anno in cui venne sconfitto e giustiziato.
Manco venne ucciso, a tradimento, nel 1544, ma la ribellione inca, installata nel regno di Vilcabamba, continuò, con i suoi figli fino al 1571, quando l'ultimo signore del Tahuantinsuyo, Túpac Amaru, venne giustiziato dal viceré Francisco de Toledo.